# Монкофа
Монкофа, Монкофар (валенс. Moncofa (офіційна назва), ісп. Moncófar) — муніципалітет в Іспанії, у складі автономної спільноти Валенсія, у провінції Кастельйон. Населення — 6107 осіб (2010).

## Географія
Муніципалітет розташований на відстані близько 310 км на схід від Мадрида, 21 км на південь від міста Кастельйон-де-ла-Плана.
На території муніципалітету розташовані такі населені пункти: (дані про населення за 2010 рік)
- Грао: 2831 особа
- Монкофа: 3276 осіб

## Демографія
Динаміка населення (INE ):